# Молоток.ру
Molotok — торговая онлайн-площадка, принадлежавшая компании «Mail.Ru eCommerce Group».
20 августа 2015 сайт закрылся, а компания прекратила свою работу.

## История
Молоток начал свою работу в декабре 1999 года как интернет-аукцион и долгое время являлся единственным игроком российского сегмента этого рынка. Первая регистрация пользователя была сделана 21 октября 1999 года; первым лотом, проданным на аукционе за 800 рублей, стал «Пейджер Бумеранг». К концу 2000 года было зарегистрировано около 80 тыс. человек. Дизайн логотипа и иконки разработали Артемий Лебедев и Рома Воронежский. 4 декабря 2001 года на проходившей в гостинице «Рэдиссон Славянская» IV ежегодной церемонии «Стильная штучка» Молоток.ру был признан самым стильным сайтом 2001 года. Несколько лет Молоток был бесплатен для продавцов; плата за продажу лотов и за выставление не бралась.
27 августа 2009 года Молоток.ру был куплен польской компанией и объявил о ребрендинге. Изменения коснулись общего дизайна сайта и фирменного стиля компании, а также интерфейса и структуры аукциона. Основой нового дизайна российской торговой площадки стал польский вариант — сайт Allegro.pl. А база русскоязычных пользователей была объединена с пользователями аукционов группы Allegro, при этом, при совпадении имен (ников) всем русскоязычным пользователям была принудительно добавлена одна и та же приставка из символов. Все это в целом вызвало массовое недовольство пользователей которое не утихало не один год. В этом же году Молоток.ру стал позиционировать себя как «мегамаркет в интернете», и открыл сервис для интернет-магазинов. По итогам 2009 года объявлено о росте продаж на аукционе как в количественном, так и в ценовом соотношении. 
В 2010 году были выпущены мобильные приложения для мобильных систем iOS, Android, и Windows Phone, а в 2012 году — для Symbian. Также в 2012 году был запущен мобильный сайт торговой площадки.
Средняя посещаемость сайта на 2009 год составляла 250 тысяч уникальных посетителей в сутки. Одновременно на сайте могли находиться в продаже около 15 млн лотов.
Оборот площадки за 2011 год составил 2,7 млрд рублей или 1,1 % российского рынка электронной коммерции.
9 июля 2015 было объявлено о закрытии сайта с 20 августа 2015 по причине его слабых экономических показателей. Фактически Молоток просто так и не окупил за это время общие вложения группы Allegro затраченные на его покупку, ребрендинг и обслуживание.

## Принципы работы
Основными задачами площадки являлись предоставление продавцам интернет-платформы и обеспечение сервиса для продажи товаров. Отличительной чертой Молоток.ру от других торговых площадок был принцип аукциона, который позволял продавцам и покупателям заключать наиболее выгодные сделки.
Порядок работы:
- продавец выставлял свой товар на продажу;
- покупатель находил нужный товар, знакомился с описанием, делал ставку на лот или покупал по фиксированной цене «Купить сейчас!»;
- продолжительность торгов по лотам составляла 3, 5, 7, 10, 14 или 21 день (компании могли выставлять лоты на 30 дней). В этот период все заинтересованные в покупке участники могли делать ставки на лот;
- право на покупку лота получал победитель торгов — пользователь, чья ставка стала наивысшей на момент окончания аукциона, или участник, купивший лот по фиксированной цене. Покупателю и продавцу высылались по электронной почте уведомления с контактной информацией друг друга. С этого момента ответственность за совершение сделки перекладывалась на них: они должны были самостоятельно связаться друг с другом, договориться об оплате и получении товара и завершить сделку;
- после завершения сделки покупатель и продавец могли оставлять отзывы друг о друге, которые в дальнейшем учитывались при вычислении рейтингов участников.

За каждую успешную сделку площадка взимала комиссию от 1,9 до 8,5 % в зависимости от категории и стоимости товара.

### Безопасность
Чем больше рейтинг пользователя площадки, тем надежнее он как контрагент. Однако существуют мошеннические механизмы в виде взлома аккаунта и фишинговых ссылок. Для предотвращения подобных инцидентов Молоток.ру имел службу безопасности, которая занималась мониторингом торговой площадки на предмет нарушений.
Если покупатель совершил сделку с недобросовестным продавцом, он мог участвовать в «Программе защиты покупателей» и мог рассчитывать на компенсацию до 10 тыс. рублей, но компенсация выплачивалась только при подаче заявления в правоохранительные органы.

## Благотворительность
На Молоток регулярно проводились благотворительные аукционы, которые устраивали различные фонды. Благодаря таким аукционам были собраны средства на лечение детей, ремонт детских домов и спортивных площадок, на защиту окружающей среды и дикой природы. В рамках подобных аукционов на торги выставлялись лоты, принадлежащие артистам, спортсменам, общественным деятелям и политикам.

## Интересные факты
- Молоток неоднократно становился лауреатом российских интернет-премий в категории «Товары и услуги»[12][13].
- В 2012 году торговая площадка провела марафон «Молоток в вашем городе» по городам России, где собирались самые активные пользователи и обсуждались острые вопросы.
- В числе самых первых были зарегистрированы ники: Честь Молотка, Разум Молотка, Совесть Молотка, Тёма.